# Jamamadí jezik
Jamamadí jezik (canamanti, kanamanti, madi, yamamadí; ISO 639-3: jaa), jezik Jamamadí Indijanaca iz brazilske države Amazonas. 480 govornika (2005 SIL) koji se služe s nekoliko dijalekata: bom futuro, jurua, pauini, mamoria (mamori), cuchudua (maima), tukurina, jaruára (jarawara, yarawara), kitiya (banawá, banauá, banavá, jafí). 
Jezici plemena Banawá i Jaruára {bnh i jap} proglašeni su 2007. dijalektima jezika jamamadi. Dijalekt Tukurina možda je poseban jezik. Etnički se sastoje od više plemenskih skupina. Pripada jezičnoj porodici arauan.

## Vanjske poveznice
- Ethnologue (14th)
- Ethnologue (15th)